# 北辰站 (天津市)
北辰站，规划名为北部新区站，位于中华人民共和国天津市北辰区大张庄镇，外环调整路与津榆公路交口北侧，车站规模规划为5台13线，是京滨城际铁路、津承城际铁路的中间站，并由此引出通往天津西站的联络线，预计将接驳3号线、7号线。车站于2019年12月开工建设，2022年12月30日随京滨城际铁路宝坻至北辰段通车而投入使用。

## 车站结构
北辰站建筑面积1.9万平方米，设3台7线；站房分两层，一层设进站集散厅、候车室、母婴室、商务候车室、综合服务中心、出站厅、商业服务、公安派出所等用房；二层设候车室、母婴室、商务服务、车站管理和设备用房等用房。

## 接驳交通
| 北辰高铁站（迎礼道，车站东南侧） \| 编号 \| 编号 \| 线路 \| 线路 \| 线路 \| 收费 \| 运营商 \| 备注 \| \| ------------ \| ---- \| ---------- \| ------ \| -------------- \| ---- \| ---------- \| ------------------------------------------- \| \| \| 670 \| 北辰高铁站 \| 全程 ⇆ \| 华北集团地铁站 \| 2元 \| 公交一公司 \| 原为景瑞阳光尚城～新华路百货大楼 合并原 314 \| \| 景瑞阳光尚城 \| 670 \| 短线 ⇆ \| \| 华北集团地铁站 \| 2元 \| 公交一公司 \| 原为景瑞阳光尚城～新华路百货大楼 合并原 314 \| |      |            |        |                |      |            |                                             |
| 编号 | 编号 | 线路       | 线路   | 线路           | 收费 | 运营商     | 备注                                        |
| | 670  | 北辰高铁站 | 全程 ⇆ | 华北集团地铁站 | 2元  | 公交一公司 | 原为景瑞阳光尚城～新华路百货大楼 合并原 314 |
| 景瑞阳光尚城 | 670  | 短线 ⇆     |        | 华北集团地铁站 | 2元  | 公交一公司 | 原为景瑞阳光尚城～新华路百货大楼 合并原 314 |